# Louise Closser Hale

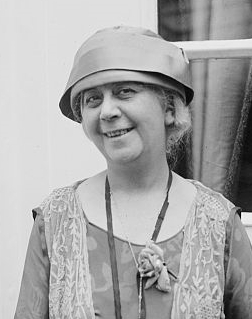
Louise Closser Hale

Louise Closser Hale (* 13. Oktober 1872 in Chicago, Illinois; † 26. Juli 1933 in Los Angeles, Kalifornien) war eine US-amerikanische Theater- und Filmschauspielerin, Dramatikerin und Autorin.

## Leben und Karriere
Louise Closser Hale wurde in Chicago als Tochter des wohlhabenden Kornhändlers Joseph A. Closser (1844–1897) und seiner Ehefrau Louise (1847–1932) geboren. Obwohl ihre Familie nicht sehr viel von ihren Plänen hielt, studierte sie dennoch Schauspielerei an der American Academy of Dramatic Arts sowie dem Emerson College in Boston. Ihr Schauspieldebüt absolvierte Closser im Jahre 1894, sechs Jahre später war sie erstmals am Broadway zu sehen. Schon als junge Frau spielte die nicht unbedingt gutaussehende Closser meist Damen fortgeschrittenen Alters: Der Durchbruch gelang ihr 1903 mit einer Charakterrolle als altjüngferliche Sekretärin in der Broadway-Aufführung von George Bernhard Shaws Candida. Sie avancierte zu einer sowohl bei Kritikern als auch beim Publikum beliebten Charakterdarstellerin und übernahm wichtige Rollen in Stücken wie Eugene O’Neills Beyond the Horizon (1920), Zona Gales Miss Lulu Bett (1922) und als Effie Floud in der Uraufführung von Ruggles of Red Gap. Insgesamt übernahm Closser Hale in einem Zeitraum von rund dreißig Jahren etwas mehr als dreißig Rollen in verschiedenen Broadway-Produktionen.
Im Jahre 1899 heiratete sie den Schauspieler Walter Hale und nahm dessen Nachnamen zusätzlich zu ihrem eigenen an. Ihr Ehemann verstarb im Jahre 1917 mit nur 48 Jahren an Krebs, die Ehe war kinderlos geblieben. Neben ihren Bühnenauftritten wurde Closser Hale auch eine erfolgreiche Autorin von Romanen (etwa The Actress von 1909), Theaterstücken, Reiseberichten und sonstigen Büchern.
Ihr Filmdebüt hatte Closser Hale bereits 1919 gegeben, danach drehte sie jedoch zunächst keinen weiteren Film. Doch mit Beginn der Tonfilmära Ende der 1920er-Jahre, als erfahrene Theaterschauspieler mit Sprecherfahrung gesucht wurden, wandte sich die Schauspielerin Hollywood zu. Im Film verkörperte sie als Nebendarstellerin zumeist komödiantisch angehauchte Figuren wie High-Society-Damen, Aristokratinnen oder alte Jungfern. Neben Marlene Dietrich war sie in Josef von Sternbergs Drama Shanghai-Express (1932) als reiche Dame zu sehen, die ihren Hund an Bord eines Zuges schmuggeln will; außerdem stellte sie in Dinner um acht (1933) die bodenständige und trockenhumorige Cousine von Billie Burke dar. Eine ungleich negativere Rolle war die dominante Miss Hallam im Film Another Language, die ihrer von Helen Hayes gespielten Schwiegertochter das Leben zur Hölle macht.
Als im Jahre 1933 die populäre Marie Dressler todkrank wahr, hoffte MGM-Boss Louis B. Mayer angeblich schon, die „Dresslerähnliche“ Louise Closser Hale als deren Nachfolgerin aufzubauen. Doch starb die 60-jährige Closser Hale dann im Sommer 1933 überraschend an einem Herzinfarkt, den sie nach einem Kreislaufkollaps beim Einkaufen in Los Angeles erlitten hatte. In ihrem Todesjahr hatte sie alleine in einem halben Dutzend Filmen mitgewirkt. Sie hinterließ das damals beträchtliche Vermögen von über 60.000 US-Dollar.

## Filmografie (Auswahl)
- 1919: Winning His Wife
- 1929: The Hole in the Wall
- 1929: Paris
- 1929: Dangerous Nan McGrew
- 1930: Big Boy
- 1930: Princess and the Plumber
- 1931: Captain Applejack
- 1931: Born to Love
- 1931: Daddy Long Legs
- 1931: Rebound
- 1931: Devotion
- 1931: Vor Blondinen wird gewarnt (Platinum Blonde)
- 1932: Shanghai-Express (Shanghai Express)
- 1932: The Man Who Played God
- 1932: Sky Bride
- 1932: Letty Lynton
- 1932: New Morals for Old
- 1932: Rebecca of Sunnybrook Farm
- 1932: Filmverrückt (Movie Crazy)
- 1932: Faithless
- 1932: No More Orchids
- 1932: The Son-Daughter
- 1932: Rasputin: Der Dämon Rußlands (Rasputin and the Empress)
- 1933: Today We Live
- 1933: Die weiße Schwester (The White Sister)
- 1933: Liebeslied der Wüste (The Barbarian)
- 1933: Storm at Daybreak
- 1933: Another Language
- 1933: Dinner um acht (Dinner at Eight)
- 1933: Die Marx Brothers im Krieg (Duck Soup)